# Slemeno (Synkov-Slemeno)
Slemeno (německy Slemeno) je severovýchodní část obce Synkov-Slemeno v okrese Rychnov nad Kněžnou. Prochází tudy železniční trať Častolovice - Solnice a silnice II/318. V roce 2009 zde bylo evidováno 50 adres. V roce 2001 zde trvale žilo 110 obyvatel.
Slemeno leží v katastrálním území Slemeno u Rychnova nad Kněžnou o rozloze 4,66 km2. V katastrálním území Slemeno u Rychnova nad Kněžnou leží i Jedlina.

## Galerie

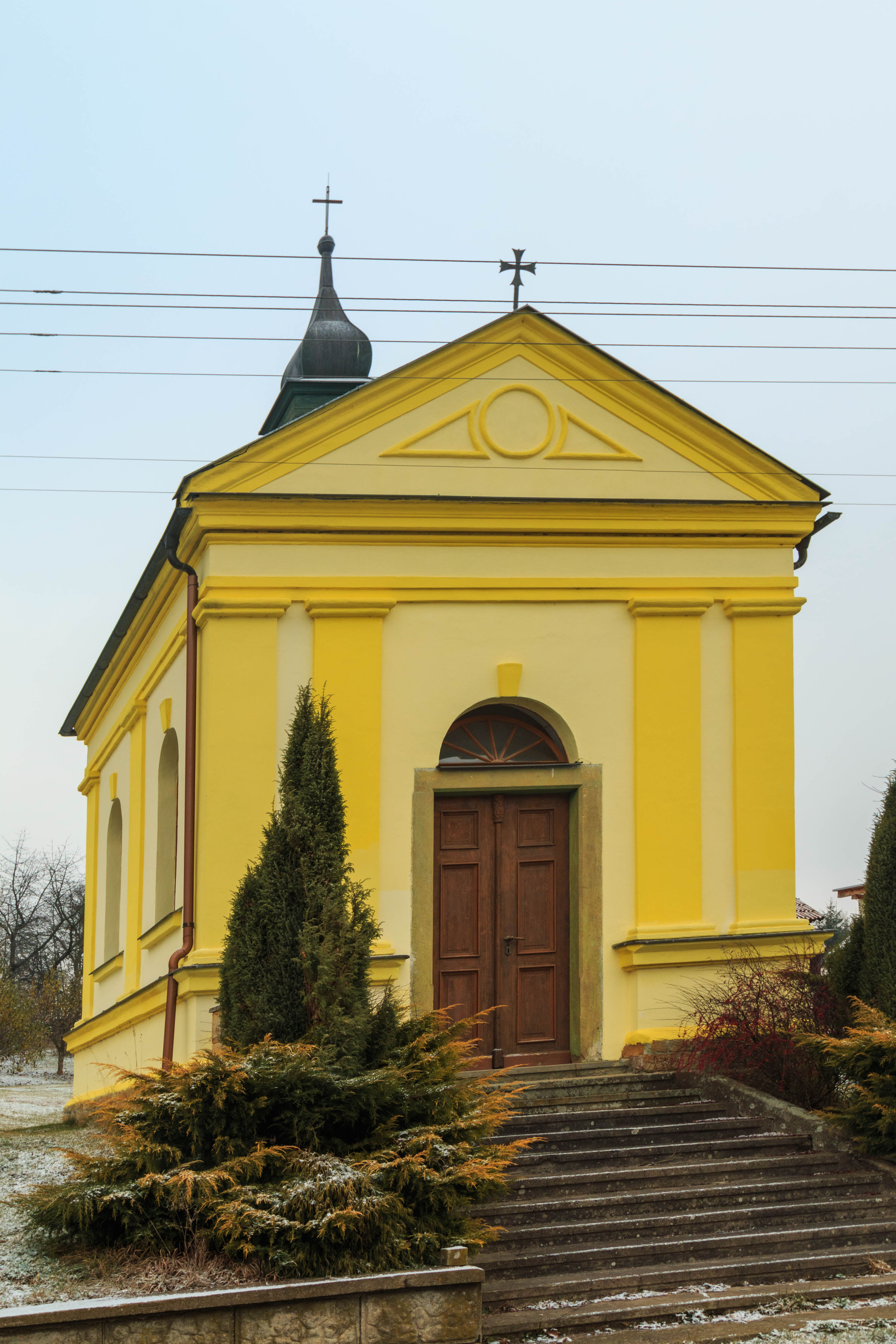
Slemeno – kaple
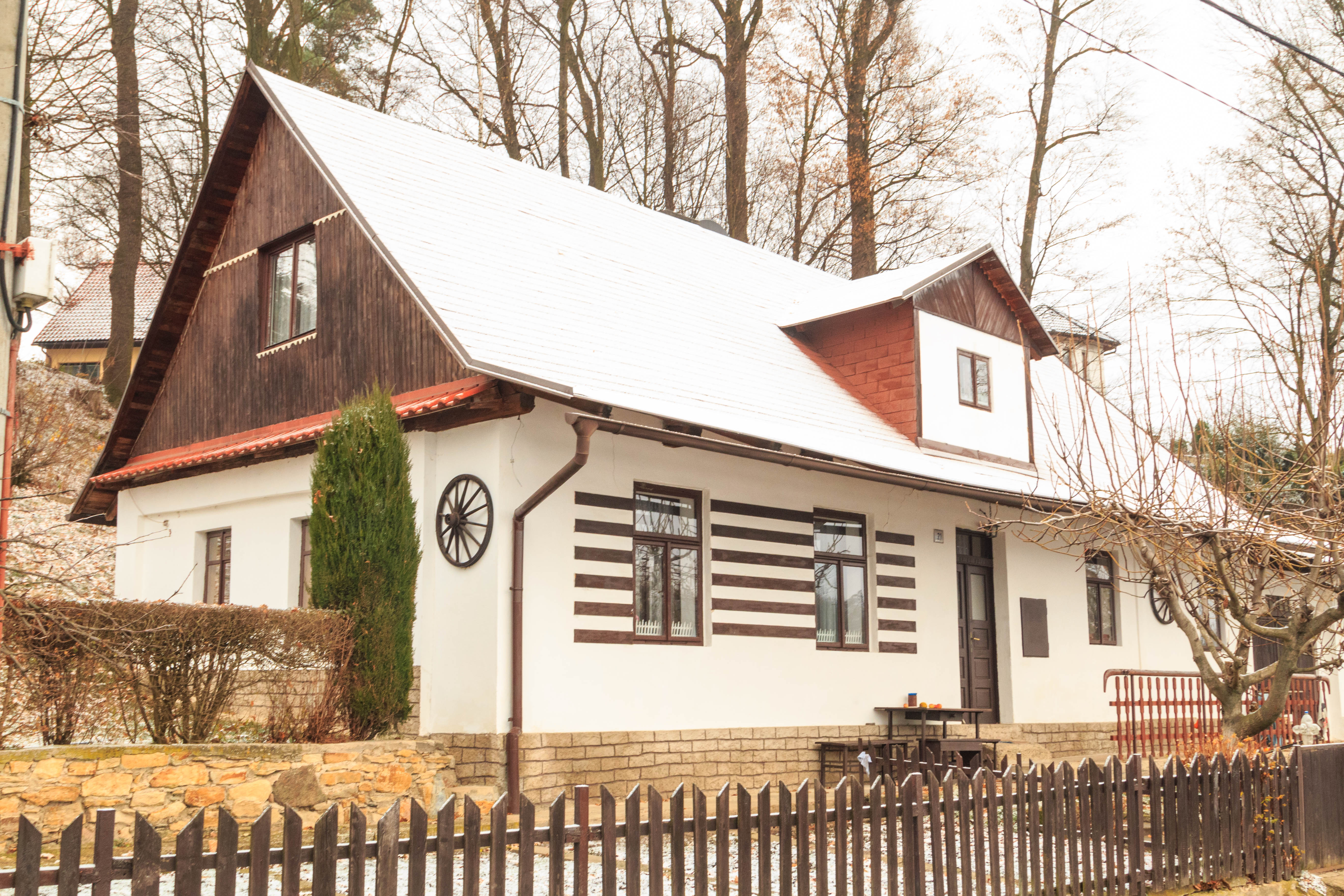
Slemeno – čp. 21
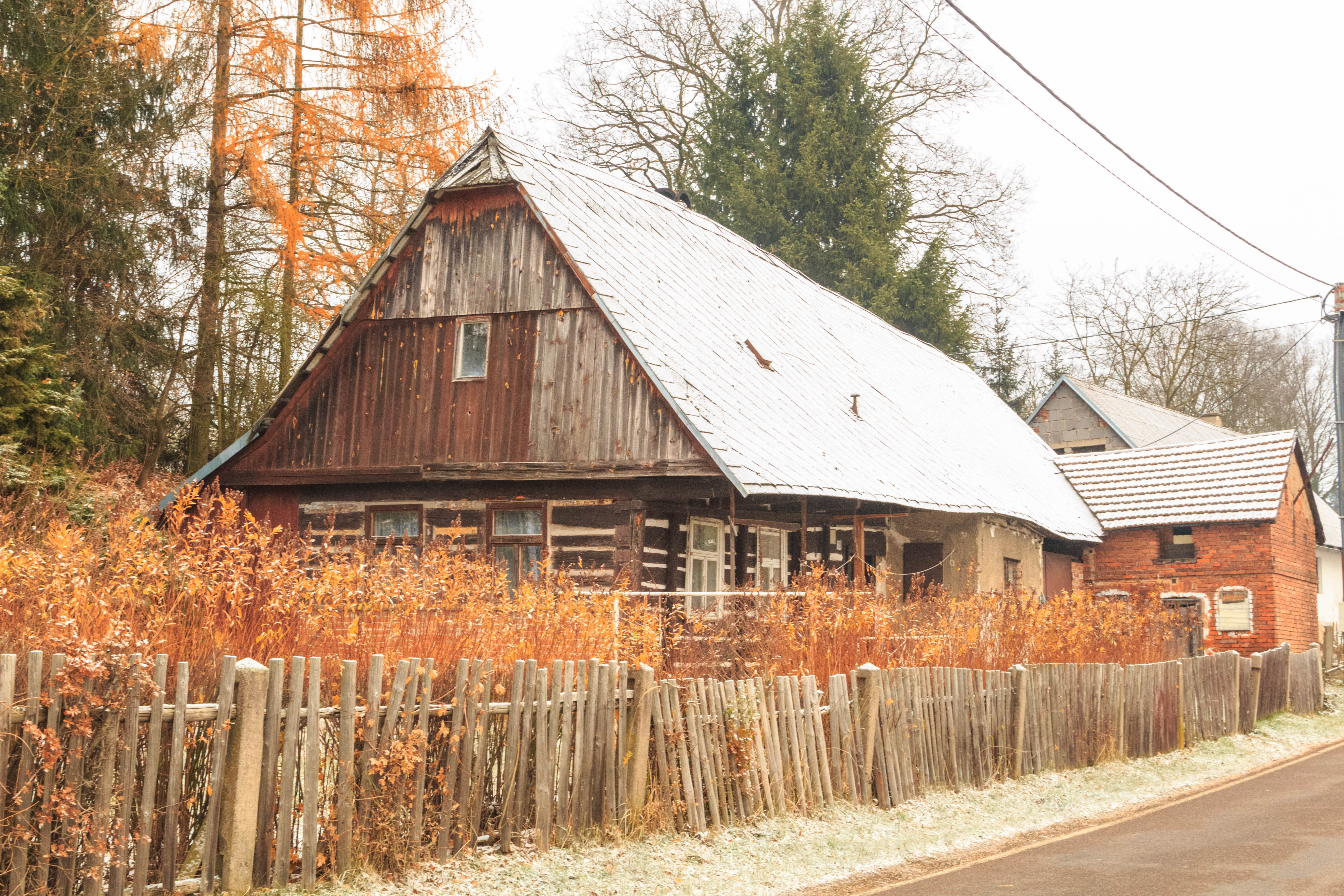
Slemeno – čp. 26
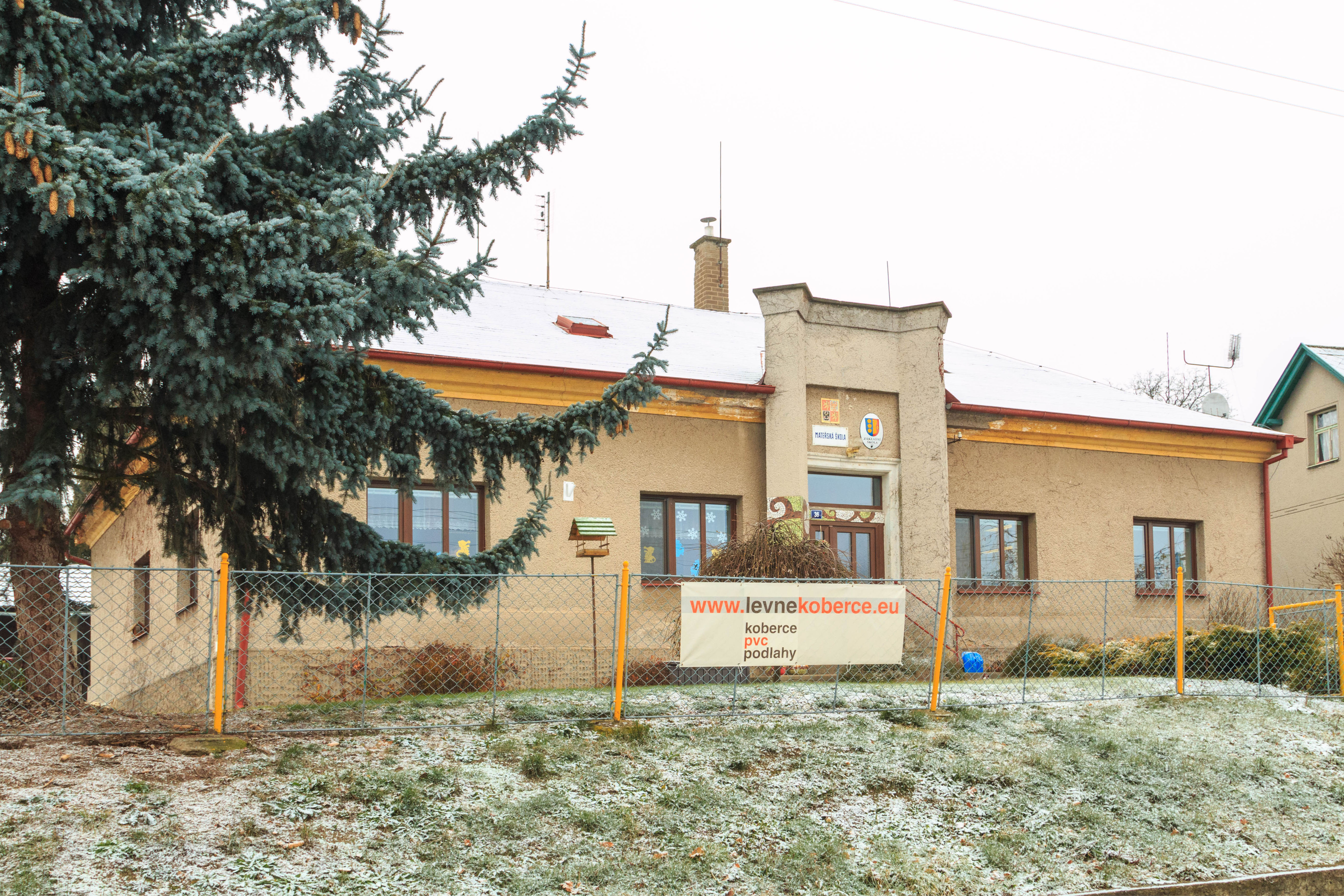
Slemeno – škola